# Все включено
Все вклю́чено, іноді все враховано (англ. All-inclusive resort) — система готельного обслуговування, за якої харчування та алкогольні напої включені у вартість проживання.

## Історія
Вперше концепція «Все включено» була запропонована французькою системою клубного відпочинку «Club Med». В наш час[коли?] розміщення за системою «Все включено» набуло значної популярності, з'явилися й похідні концепції, наприклад, «Ультра все включено», «Супер все включено» і так далі.

## Різновиди
На відміну від системи обслуговування (типу утримання) повний пансіон, зазвичай включає не лише триразове харчування, а й безкоштовні закуски та напої в час між основними прийомами їжі (а іноді й уночі).

## Приклади мереж готелів, що пропонують розміщення «Все включено»
- Robinson Club